# Hrátky s čertem
Hrátky s čertem (littéralement en français : Jouer avec le diable), est un long métrage tchécoslovaque de 1956 réalisé par Josef Mach, d'après la pièce éponyme de Jan Drda. Les décors et costumes de ce conte de fées ont été créés par Josef Lada.
Depuis sa première en avril 1957 jusqu'au 31 décembre 1994, date à laquelle il a été retiré de la distribution, le film a été vu dans les cinémas tchèques lors de 19 615 projections pour un total de 4 038 676 spectateurs. 

## Synopsis
Martin Kabát, soldat à la retraite, n'a pas peur. Il va donc passer la nuit dans un vieux moulin abandonné pour découvrir s'il est vraiment hanté. La princesse Dišperanda et sa servante Káča parient avec le diable pour obtenir le fiancé qu'elles convoitent. Le diable emmène Káča en enfer et Martin Kabát part la libérer de l'enfer, ce qu'il réussit finalement avec l'aide de l'ange de Dieu, Théophile. Martin Kabát reste avec Káča pour exploiter le moulin abandonné.

## Fiche technique
- Réalisation : Josef Mach
- Scénario : Josef Mach, d'après la pièce du même nom de Jan Drda
- Photographie : Jan Stallich
- Directeur de production : Bohuslav Kubasek
- Musique : Jiri Srnka
- Enregistré par : Film Symphony Orchestra (dirigé par František Belfín)
- Décors et costumes : Josef Lada
- Directeur de la production cinématographique : Vladimír Dvořák
- Constructions : Karel Škvor, Milan Nejedlý
- Conseiller en costumes : Karel Postřehovský
- Son : Adolf Böhm
- Rédacteur en chef : Josef Dobřichovský
- Maquilleur artistique : Gustav Hrdlička

## Distribution
- Josef Bek (cs) : Martin Kabát
- Eva Klepáčová (cs) : Káča : la femme de chambre
- Alena Vránová : la princesse Dišperanda
- František Smolík : l'ermite Školastykus
- Jaroslav Vojta : Sarka Farka, le voleur
- Bohuš Záhorský : le roi
- Stanislav Neumann : le diable oublié Omnimor
- František Filipovský : le diable oublié Karborund
- Josef Vinklář : le jeune diable Lucius
- Ladislav Pešek : le seigneur de l'Enfer Belzebub
- Vladimír Ráž : le prince de l'Enfer Solfernus
- Rudolf Deyl : l'aide du seigneur de l'Enfer, Belial
- Antonín Šůra : l'ange Théophile
- Josef Mixa : le chasseur Hubert